# Chrysanthemoides
Chrysanthemoides es un género de plantas fanerógamas perteneciente a la familia de las asteráceas. Tiene 2 especies
Se encuentran en el sur de África. El género es conocido por el invasor Chrysanthemoides monilifera. Estudios de este género han determinado que existe una gran cantidad de variación genética entre las poblaciones, lo que indica una extrema capacidad de adaptación en las plantas. Algunas de estas variaciones son reconocidos, como Chrysanthemoides monilifera subsp. rotundata.

## Taxonomía
El género fue descrito por Philipp Conrad Fabricius y publicado en Enumeratio Methodica Plantarum 79. 1759.
Etimología
Chrysanthemoides': nombre genérico que significa "tener la apariencia de crisantemo". 

## Especies seleccionadas
A continuación se brinda un listado de las especies del género Chrysanthemoides aceptadas hasta junio de 2012, ordenadas alfabéticamente. Para cada una se indica el nombre binomial seguido del autor, abreviado según las convenciones y usos.
- Chrysanthemoides incana (Burm.f.) Norl.
- Chrysanthemoides monilifera (L.) Norl.